# 蒲城水库
蒲城水库是中国山东省滨州市惠民县境内的一座水库，建于1984年。水库正常库容为569万立方米，平均水深为5.50米。